# Kumulativismus
Kumulativismus je pojetí vývoje vědy, kde hlavní roli hraje předpoklad, že rozvoj nebo vývoj vědy probíhá v souladu s pozitivismem zdola - změnou empirické báze vědy, rozšiřováním sféry empirických dat. Ve vědě se poznatky "kumulují", tedy hromadí, a tak dochází k jejímu rozšiřování a vývoji. Vývoj vědy tedy probíhá kumulací nebo akumulací pravdivých (tzn. verifikovaných) poznatků. Tento proces je čistě kvantitativní, kontinuální a lineární. Nevytváří se přitom nové vědecké teorie, pouze se obohacují ty stávající.